# 李元祥
李 元祥（り げんしょう、生年不詳 - 調露2年7月24日（680年8月23日））は、中国の唐の高祖李淵の二十男。母は楊嬪。

## 経歴
貞観5年（631年）、許王に封ぜられた。貞観11年（637年）、江王に徙封され、蘇州刺史に任ぜられ、実封八百戸を受けた。貞観23年（649年）、実封は千戸まで加増された。高宗のとき、金州・鄜州・鄭州の刺史を歴任した。性格は貪欲で、金宝を蒐集し、利殖に飽きることがなかった。ときに滕王李元嬰・蒋王李惲・虢王李鳳らはみな貪欲暴虐であって、王府の官にある者はかれらを嫌って行きたがらず、「儋州・崖州・振州・白州に流されたとしても、江王・滕王・蒋王・虢王に仕えたくはない」と言っていた。元祥の体はたいへん大きく、腰帯は十人分の長さで、食事は数人分を平らげた。当時韓王李元嘉・虢王李鳳・魏王李泰もまた体が大きかったが、李元祥には及ばなかった。また李元祥は片眼がすがめであったと伝えられる。
調露2年（680年）、世を去ると、司徒・并州大都督の位を追贈され、献陵に陪葬された。諡を安といった。
子に李晫・李晈・李昕・李晧・李炅・李晃・李暹の7子がいた。李晫は永嘉王に封ぜられ、復州刺史となったが、禽獣の行いがあったとして、処刑された。李晈は武陽王に封ぜられた。李昕は任国公に封ぜられた。李晧は義興郡公に封ぜられた。李炅（李元裕の養子）は広平郡公に封ぜられた。李晃は鉅鹿郡公に封ぜられた。

## 伝記資料
- 『旧唐書』巻64 列伝第14「江王元祥伝」
- 『新唐書』巻79 列伝第4「江王元祥伝」